# Třída Doha
Třída Doha (jinak též třída Al Zubarah) je třída korvet katarského námořnictva. Celkem byly objednány čtyři jednotky této třídy. Třída je námořnictvem provozována od roku 2021.

## Stavba
Katar objednal v červnu 2016 u italské loděnice Fincantieri stavbu celkem sedmi nových válečných lodí, které umožní zásadní posílení jeho námořnictva. Kromě čtyř korvet této třídy byla objednána také vrtulníková výsadková loď Al Fulk (L141) (obdoba alžírské Kalaat Béni Abbès) a dvě oceánské hlídkové lodě třídy Musherib. Hodnota kontraktu dosahuje 4 miliardy euro. Stavbu všech objednaných plavidel zajistí loděnice Fincantieri. Slavnostní první řezání oceli na prototypovou korvetu Al Zubarah proběhlo 30. července 2018 v loděnici Muggiano v La Spezia. Na vodu byla spuštěna 27. února 2020.
Jednotky třídy Doha:
| Jméno             | Založení kýlu      | Spuštěna        | Vstup do služby   | Status  |
| ----------------- | ------------------ | --------------- | ----------------- | ------- |
| Al Zubarah (F101) | 27. listopadu 2018 | 27. února 2020  | 28. října 2021    | aktivní |
| Damsah (F102)     |                    | 13. února 2021  | 28. dubna 2022    | aktivní |
| Al Khor (F103)    |                    | 30. září 2021   | 22. prosince 2022 | aktivní |
| Semaisma (F104)   | 13. února 2021     | 29. března 2022 | 16. května 2023   | aktivní |

## Konstrukce
Korvety jsou vybaveny bojovým řídícím systémem Leonardo Athena, protivzdušným systémem MBDA SAAM-ESD, víceúčelovým radarem Leonardo Kronos kategorie AESA a sonarem Leonardo Thesan, protitorpédovým systémem. Obranu posilují čtyři vrhače klamných cílů Lacroix Sylena Mk.2. Kromě 98 členů posádky je na palubě ubikace pro dalších 14 osob.
Hlavňovou výzbroj tvoří jeden 76mm/62 kanón Leonardo Super Rapido v dělové věži na přídi a dva 30mm kanóny v dálkově ovládaných zbraňových stanicích Marlin-WS. Hlavní údernou výzbroj představuje osm protilodních střel MM.40 Exocet Block III. Prostorovou protivzdušnou obranu tvoří šestnáctinásobné vertikální vypouštěcí silo Sylver A50 pro protiletadlové řízené střely Aster 30 Block 1. Plavidla nesou rovněž jeden obranný systém RIM-116 Rolling Airframe Missile Block 2. Jsou vybaveny rychlým člunem RHIB. Na zádi se nachází přistávací plocha a hangár pro jeden vrtulník NH90. Pohonný systém je koncepce CODAD. Nejvyšší rychlost dosahuje 28 uzlů.